# Köldagglutininsjukdom
Köldagglutininsjukdom är en autoimmun sjukdom som karaktäriseras av höga koncentrationer av cirkulerande antikroppar, vanligtvis av IgM-typ, som går på erytrocyterna (röda blodkroppar). 
Det finns två typer av köldagglutininsjukdom:
- Primär köldagglutininsjukdom: okänt ursprung .
- Sekundär köldagglutininsjukdom orsakat av:
  - Lymfoproliferativa sjukdomar hos vuxna, såsom lymfom och kronisk lymfatisk leukemi, eller infektion.
  - Infektion associerad med sjukdomar såsom HIV, mykoplasmapneumoni eller mononukleos.